# هنريك بيورنستاد
هنريك بيورنستاد (بالنرويجية البوكمول: Henrik Bjørnstad)‏ هو لاعب غولف نرويجي، ولد في 7 مايو 1979 في أوسلو في النرويج.

## وصلات خارجية
- هنريك بيورنستاد على موقع رابطة لاعبي الغولف المحترفين (الإنجليزية)
- هنريك بيورنستاد على موقع رابطة أوروبا للاعبي الغولف المحترفين (الإنجليزية)
- هنريك بيورنستاد على موقع التصنيف العالمي الرسمي للغولف (الإنجليزية)
- هنريك بيورنستاد على موقع IMDb (الإنجليزية)